# Gustav von Amstetter
Gustav Ludwig Heinrich von Amstetter (Freiherr von Zwerbach und Grabeneck) (* 8. Februar 1800 in Breslau; † 26. Mai 1875 ebenda) war ein deutscher Jurist und Mitglied der Frankfurter Nationalversammlung von 1848.

## Leben
Von Amstetter wurde 1800 als Sohn eines preußischen Majors in Breslau geboren und studierte nach dem Besuch des Gymnasiums Rechtswissenschaften in Breslau, Heidelberg und Berlin. 1819 wurde er Mitglied der Burschenschaft Arminia Breslau. 1830 wurde gegen ihn ein Verfahren wegen oppositionellen politischen Verhaltens durchgeführt, mit der Folge des Verlustes seines Adelsprädikats, das ihm erst 1841 wieder zuerkannt wurde. Von 1831 bis 1832 war er Oberlandesgerichtsassessor, dann von 1832 bis 1835 Justizrat, von 1836 bis 1839 Stadtgerichtsrat und von 1841 bis 1849 Oberlandesgerichtsrat in Breslau. Seit 1843 war er auch Rechtskonsulent des Königlichen Kreditinstituts in Breslau. Von 1848 bis 1849 war er Mitglied der Frankfurter Nationalversammlung für den Wahlbezirk Provinz Schlesien (Breslau 21). Dort war er fraktionslos und Mitglied der Erbkaiserlichen. Von 1851 bis 1875 war er Appellationsgerichtsrat in Breslau. Er wurde 1862 zum Geheimen Justizrat ernannt.